# 260-as évek
Évszázadok: 2. század – 3. század – 4. század
Évtizedek: 210-es évek – 220-as évek – 230-as évek – 240-es évek – 250-es évek – 260-as évek – 270-es évek – 280-as évek – 290-es évek – 300-as évek – 310-es évek
Évek: 260 261 262 263 264 265 266 267 268 269

## Híres személyek
- Postumus római hadvezér, majd Gallia császára (258-268)